# Stanisław Rowiński

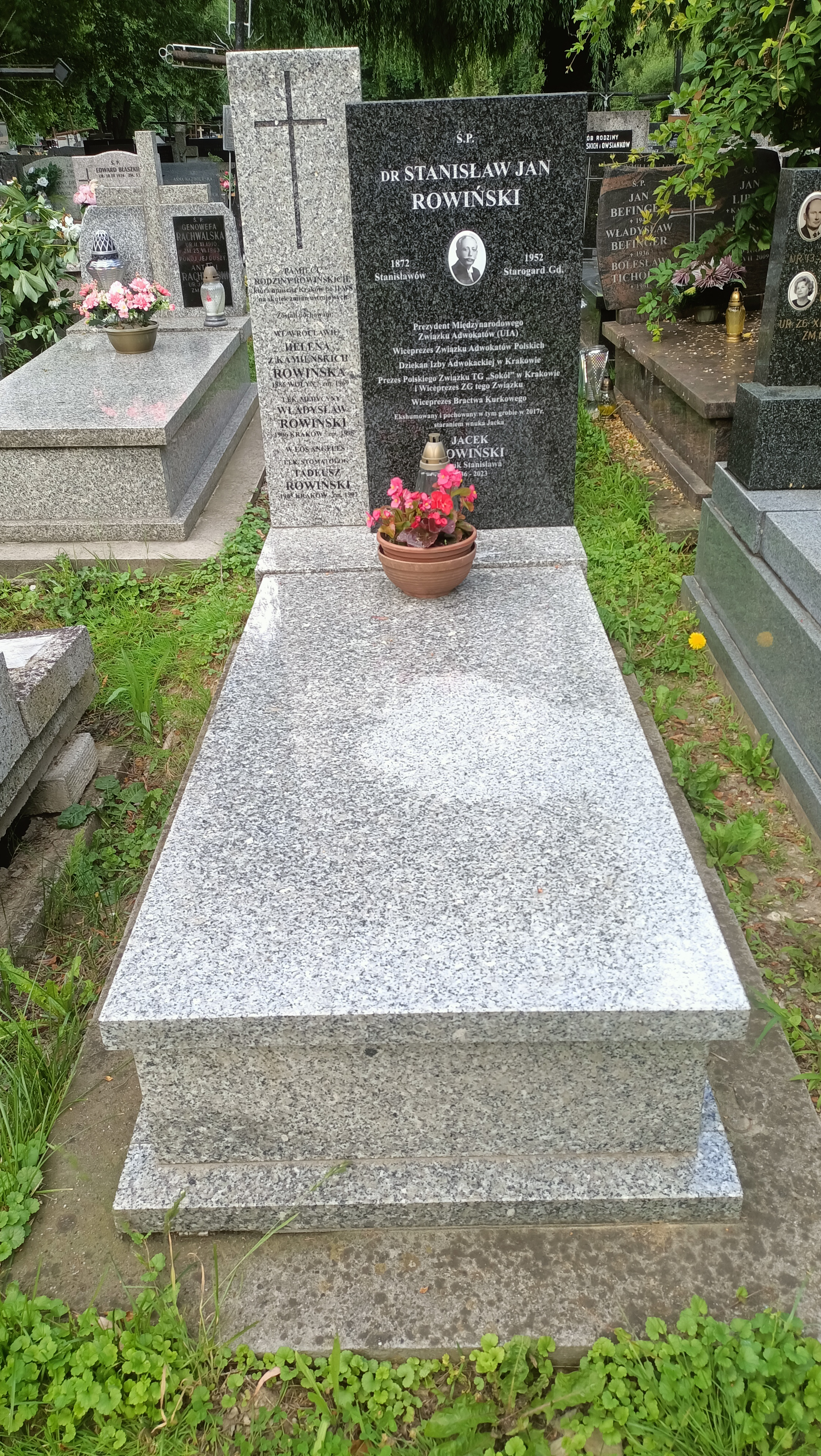
Grób Stanisława Rowińskiego na Cmentarzu Rakowickim w Krakowie

Stanisław Jan Rowiński (ur. 7 marca 1872 w Stanisławowie, zm. 14 grudnia 1952 w Kocborowie) – polski adwokat, działacz społeczny, chóralny i sokoli.

## Życiorys
Początkowo wychowywał się w Oświęcimu u Franciszka Knihinnickiego. Ukończył Gimnazjum św. Jacka w Krakowie. W latach 1889–1894 studiował na Wydziale Prawa Uniwersytetu Jagiellońskiego. Był w tym czasie czynnym śpiewakiem założonego Krakowskiego Chóru Akademickiego, z którym był związany również w latach późniejszych (w 1935 zorganizował pierwszy jubileusz tego chóru). Po studiach praktykował w Krakowie jako adwokat i cieszył się w tym zawodzie dużym uznaniem. W 1914 został na krótko zmobilizowany do armii austriackiej, gdzie służył w artylerii. Był ostatnim przed wybuchem II wojny światowej dziekanem Rady Adwokackiej w Krakowie, jak również wiceprezesem Związku Adwokatów Polskich. W 1938 (jako jedyny Polak w historii) był prezesem Międzynarodowego Związku Adwokatów. Oprócz tego sprawował mandat radnego miasta Krakowa oraz był prezesem krakowskiego „Sokoła” w latach 1919–1931. Piastował też stanowisko wiceprezesa Bractwa Kurkowego.
W czasie wojny został mianowany przez władze okupacyjne komisarycznym zarządcą adwokatury krakowskiej. W tym czasie (od 1941) współpracował z tajną Śląsko-Krakowską Radą Adwokacką. W 1945, po odwołaniu ze stanowiska przez władze komunistyczne, wyjechał z Krakowa i zamieszkał w pomorskim Kocborowie. W tamtejszym szpitalu psychiatrycznym pracował jego syn Władysław (lekarz). W Kocborowie zmarł i został pochowany, jednak ekshumowano go i 12 kwietnia 2017 pochowano na krakowskim cmentarzu Rakowickim (kwatera LXXIV-34-16).

## Publikacje
Był autorem artykułów i rozpraw na temat sokolstwa, a także współzałożycielem czasopisma „Przegląd Gimnastyczny”. Niektóre z jego rozpraw, to m.in.:
- Zabawy i sport w zimie (1897),
- Nowy plan nauki gimnastyki dla szkół średnich (1897),
- Stanowisko naszych towarzystw sokolich wobec sportów (1899),
- Ideały i cele sokolstwa polskiego (1907)[1].

## Rodzina
Jego żoną była Helena z Kamieńskich, z którą miał dwóch synów: Władysława (ur. 1906) i Tadeusza (ur. 1905). Władysław był lekarzem psychiatrą, który zamieszkał we Wrocławiu, a Tadeusz lekarzem stomatologiem, który po pobycie w Kocborowie wyjechał z Polski i osiadł w Los Angeles.

## Ordery i odznaczenia
- Złoty Krzyż Zasługi (10 listopada 1925)[6]